# 逆因果律
逆因果律 （ぎゃくいんがりつ、英: Retrocausality）または逆向き因果（ぎゃくむきいんが、英: backwards causation)とは、未来の事象が過去の事象に影響を及ぼすという因果関係の概念である。つまり通常の因果関係とは逆で結果が先行し、原因が後に起こることになる  。 量子物理学では原因と結果の区別を最も基本的なレベルでは行われていないため、 時間反転対称性は逆因果律または因果が遡及していると見なすことができる   。タイムトラベルに対する哲学的な考察では、しばしばフィクションの主題の扱いと同様に逆因果律と同じ問題に対処するが、2つの現象は異なる 。 

## 哲学
哲学における因果関係の考え方は、少なくともアリストテレスの四原因説に関する議論にまで遡る。 18世紀の哲学者デイヴィッド・ヒュームが議論したように、2つの関連する出来事を調べるとき、先に原因があり、後に結果が起こるのが定義であるため、原因よりも先行して存在する結果は矛盾であると長い間考えられてた  。  
1950年代、マイケル・ダメットはそのような定義に反対し、原因に先行する結果に対して哲学的異議はないと述べた  。この議論は、同世代の哲学者アントニー・フリューとマックス・ブラックに反論された 。ブラックの「bilking argument」は、結果の観察者がその未来の原因が発生するのを防ぐために行動することができるので、再帰的因果関係は不可能であると考えた  。ブラックが提起した問題に自由意志がどのように関係するかについてのより複雑な議論は、 ニューコム問題によって要約されている。 本質主義哲学者は、「自然の本物の因果的力」の存在や、因果関係の理論における帰納の役割に関する懸念を提起するなど、他の理論を提案している    。  

## 物理
過去に影響を与えることが出来てしまえば、原因と結果が親殺しのパラドックスのような論理的な矛盾を引き起こし、打ち消される可能性があることを示唆する 。この矛盾は必ずしも逆因果律やタイムトラベルに固有のものではない。初期条件を制限し、一貫性を持つよう制約をしたタイムトラベルをすることでこのようなパラドックスは回避される。 
仮想のタキオン粒子や量子力学の特定の時間反転対称性など、現代の物理学では粒子や情報が時間を遡って移動する可能性がある。 巨視的なタイムトラベルに対する異論は、必ずしも他のスケールの相互作用での逆因果律を防ぐとは限らない   。このような結果が起こりえる場合でも、通常の因果関係から生じるであろうものとは異なる結果を生成することができない場合がある  。  

### 相対性理論
事象の世界線が原点に戻る時間的閉曲線は アインシュタイン方程式の厳密解から生じる。 時間的閉曲線は通常の状態では存在しないように見えるが、 通過可能なワームホールや特定の宇宙ひも近くの領域などの時空が極端な環境ではその形成を可能にし、逆因果律の理論的可能性を暗示する。 これらの環境の作成に必要なエキゾチック物質や位相欠陥は未だ発見されていない      。 スティーブン・ホーキングが提唱した時間順序保護仮説では、それらの時間的閉曲線を使用することができる前に破壊されることを示唆している  。時間的閉曲線の存在に対するこれらの異議は、広く受け入れられていない。

### 量子物理学
時間的閉曲線は、二重量子状態ベクトル形式(Double Inferential state-Vector Formalism 、DIVF）に関連付けられている。これは量子力学の2状態ベクトル形式 （two-state vector formalism、TSVF）として知られている 。 

この電子-陽電子対消滅のファインマン図では、時間が左から右に流れている。 逆因果律を含むと解釈された場合、電子（e ^{−と}マーク）が対消滅するのではなく、代わりに陽電子（e ^{+} ）になり、時間を遡って移動する。

ジョン・ホイーラーとリチャード・P・ファインマンによって提案されたホイーラー＝ファインマン時間対称性理論は逆因果律と時間形式の相殺的干渉を使い、 マクスウェル方程式特定の解によって示唆されるタイプの収束同心波の欠如を説明した  。これらの高度な波は原因と結果とは何の関係もなく。通常の波を記述するための単なる数学的方法である。 これらが考案された理由は、荷電粒子がそれ自体に作用する必要がないことであり、通常の古典的な電磁気学では、力が無限になってしまうため  。  
エルンスト・シュテュッケルベルクとリチャード・ファインマンは、 陽電子を時間的に過去に移動する電子として解釈し、 ディラック方程式の負のエネルギー解を再解釈することを提案した。 時間内に過去に移動する電子は、正の電荷を持つ  。ホイーラーはこの概念を用いて、すべての電子が共有する同一の特性を説明しそれらはすべて同じ電子である(One-electron universe)ことを示唆し、複雑で自己交差する世界線を持つ 。 南部陽一郎が後にそれを粒子-反粒子ペアのすべての生成と消滅に適用し「時々発生する可能性のあるペアの最終的な生成と消滅は、生成または消滅ではなく、過去から未来へ、または未来から過去へ移動する粒子の方向の変化のみである」と述べた  。時間を遡る視点は、今日では他の図と完全に同等であると認められているが 、微視的な物理的記述には現れない巨視的な「原因」と「結果」という用語とは関係ない。 
逆因果律は、例えば遅延選択の量子消しゴム実験を含む、 量子もつれから一般的に発生する非局所相関に時々関連付けられる   。しかし、量子因果関係の説明は後因性を伴わずに与えることができる。 これらの相関関係を示す実験を特別な相対性と矛盾しないように、必要に応じて「原因」と「効果」のどちらであるかについて意見が異なるさまざまな参照フレームから記述されるものとして扱いっている   。つまりどの事象が原因であり、どの事象が絶対的かではなく、観察者に関連しているかの選択をする。 このような非局所的な量子もつれの記述は、系の状態を考慮すれば、逆因果律がない方法で記述できる  。物理学者John G. Cramerは、非局所的または逆因果律の量子通信のためのさまざまな提案された方法を探求したが、それらすべてに欠陥があり、非通信定理と一致して非局所信号を送信できないことを発見した 。 
非局所相関を検証するには、発信元と宛先の観察者間での通常のsubluminal通信が必要になるため、逆因果律が量子レベルとして存在する場合でも、通信に使用することはできない。通信不可能定理(英：No-communication theorem)は情報の超光速転送を防ぐ。 物質と力の基本的な記述には、 空間的に分離された演算子が通う量子場理論の完全なフレームワークが必要である 。  

### タキオン
タキオンと呼ばれる仮説的な超光速粒子は、 空間的な軌道を持っているため、従来の基準フレームの観測者によると、時間的に過去に移動するように見えることがある。 過去にメッセージを送信する方法としてSFで描写されることもあるが、タキオンは標準的な因果関係に違反する方法で通常のブラディオン(通常の物質)と相互作用しない。具体的にはファインバーグ再解釈の原則は、情報を受信できるタキオン検出器を作成するために通常の物質を使用できないことを意味する 。 

## 超心理学
逆因果律は予知のようないくつかの霊能力的な現象で発生すると主張されているが、そのような現象の存在は証明されていない。 たとえば、心理学者のダリル・ベムは実験の被験者に2組のカーテンを見せ、どちらの後ろに絵があるかを推測するよう指示したが、被験者が推測するまでカーテンの後ろに絵を表示しなかった。 一部の結果では、エロチックな画像だった時の成功率が高く、事前スクリーニングのアンケートで「刺激を求めている」と特定された被験者がさらに高いスコアを付けている(p-17）。 しかし、この方法論は強く批判されており、これらの結果は無視されている 。 
超心理学者のHelmut Schmidtは、逆因果律の量子力学的正当化を提示し、最終的には実験により、逆因果律的サイコキネシスを通して放射性崩壊を操作する能力が実証されたと主張した   。これらの結果とその根底にある理論は、主流の科学コミュニティによって否定されたが、境界科学的にいくらかの支持を得ている     。 
逆因果律と祈りの癒しを関連付ける取り組みも同様に行われている  。 